# Pontobasileus
Pontobasileus — археоцетний кит, відомий за фрагментом одного зуба, описаного Лейді 1873 року. Його можна сумнівно датувати еоценом Алабами.
Лейді відніс зуб до Archaeoceti, але без ні стратиграфічної, ні географічної місцевості практично неможливо сперечатися за чи проти цієї класифікації. Пізніше зуб був класифікований як Archaeoceti incertae sedis, але також може бути віднесений до Protocetidae.